# 超高速データベース
超高速データベース（ちょうこうそくデータベース）とは、普通の関係データベース管理システム (RDBMS) で処理が間に合わない案件に対して、導入が検討されるデータベース管理システム（DBMS、一部そう表現できない物もあり）を指す。広義には以下の物が存在する。
- オンメモリ又はインメモリデータベース群
- 高速にSQLを実行する、高パフォーマンスなオブジェクトデータベース (InterSystems Caché等)
- JavaScript等で作成された簡易データベース

メモリDBMS系を指す事も多いようである。

## 特徴(メモリデータベース系)
- 従来のディスク上にデータを置かず主メモリに置くことでI/Oコストを減らす事で高速化。
- 64ビット環境に対応する事により使用できるメモリ容量が増大 (2G＝>1TB)
- T-treeインデックスを採用[1]。
- メーカ独自の技術による高速化（DayDa.LabooのLFM等）

### T-Treeインデックス
- 分岐するノード数が少ない
- ポインタとしてメモリー・アドレスを使う

## 対象製品とシェア(メモリデータベース系)

### オープンソース
- MySQL（on Memoryモード）
- HSQLDB（on Memoryモード）
- H2 Database（on Memoryモード）[2]

### 市販製品
- 高速機関（高速屋）
- DayDa.Laboo（ターボデータラボラトリー）
- Oracle TimesTen In-Memory Database（オラクル）
- CoreSaver（数理技研）

### 販売形態
- 大手SI企業経由がほとんど（一部直販している所もあり）
- ライセンス形態として、CPUなどでなくデータ量によるライセンス販売があるのもこのジャンルの特徴である。